# Войняса (Вилча)
Войняса (рум. Voineasa) — село у повіті Вилча в Румунії. Входить до складу комуни Войняса.
Село розташоване на відстані 200 км на північний захід від Бухареста, 47 км на північний захід від Римніку-Вилчі, 122 км на північ від Крайови, 131 км на захід від Брашова.

## Населення
За даними перепису населення 2002 року у селі проживали 1146 осіб, з них 1141 особа (99,6%) румунів. Рідною мовою 1143 особи (99,7%) назвали румунську.